# Obergrünbach (Gemeinde Lichtenau)
Obergrünbach ist eine Ortschaft und eine Katastralgemeinde der Marktgemeinde Lichtenau im Waldviertel im Bezirk Krems in Niederösterreich. Die Ortschaft hat 144 Einwohner (Stand 1. Jänner 2024). Bis Ende 1967 war Obergrünbach eine eigenständige Gemeinde.

## Geografie
Das nordwestlich von Lichtenau liegende Dorf wird von der Landesstraße L73 erschlossen. Durch den Ort fließt der Kühgraben, der etwas unterhalb in den Dobrabach mündet.

## Geschichte
Laut Adressbuch von Österreich waren im Jahr 1938 in der Ortsgemeinde Obergrünbach ein Gastwirt, ein Gemischtwarenhändler, ein Schmied, ein Schneider und eine Schneiderin, ein Tischler und etwas außerhalb eine Ziegelei ansässig.
Mit 1. Jänner 1968 wurden im Zuge der Niederösterreichischen Kommunalstrukturverbesserung die bis dahin selbständigen Gemeinden Jeitendorf, Obergrünbach und Niedergrünbach zu Niedergrünbach  fusioniert. Mit 1. Jänner 1971 wurde die entstandene Gemeinde Niedergrünbach auf Lichtenau im Waldviertel und Rastenfeld aufgeteilt. Die Katastralgemeinde Obergrünbach kam dabei zu Lichtenau im Waldviertel.